# Vyšší Brod
Vyšší Brod è una città della Repubblica Ceca facente parte del distretto di Český Krumlov, in Boemia Meridionale. Nel territorio comunale è attiva l'antica abbazia cistercense di Vyšší Brod.